# Сен-Сюльпис (станция метро)
«Сен-Сюльпис» (фр. Saint-Sulpice) — станция 4-й линии парижского метрополитена. Открыта 9 января 1910 года, находится в VI округе Парижа. На станции установлены автоматические платформенные ворота.

## История
- Станция открылась 9 января 1910 года в составе пускового участка Шатле — Распай, соединившего северный и южный участки линии 4 непрерывным тоннелем под Сеной. Своё название станция получила по рю и церкви Сен-Сюльпис.
- В 2010 году станция подверглась реновации[2].
- Пассажиропоток по станции по входу в 2011 году, по данным RATP, составил 2 432 022 человек[3]. В 2013 году этот показатель вырос до 2 551 607 пассажиров (216 место по уровню входного пассажиропотока в Парижском метро)[4]

## Галерея
- Лестничный сход
- Зал станции (вид в сторону Порт-де-Клиньянкур)